# Батай, Дельфин
Дельфин Бата́й (фр. Delphine Bataille; род. 16 сентября 1969) — французский политик, бывший сенатор Франции, член Социалистической партии.

## Биография
Родилась 16 сентября 1969 года в городе Камбре (департамент Нор) в семье известного политика Кристиана Батая, депутата Национального собрания Франции от 22 округа департамента Нор.
На выборах сенаторов 2011 года вошла в список социалистов Мишеля Делебарра под вторым номером и была избрана в Сенат.
Во время праймериз Социалистической партии поддерживала премьер-министра Мануэля Вальса, а после его поражения перешла в ряды сторонников Эмманюэля Макрона. После его победы на президентских выборах вошла в образованную в Сенате парламентскую группу "Вперёд, Республика!". 
В 2017 году безуспешно пыталась добиться второго места в списке социалистов на очередных выборах в Сенат. От четвертого места в этом списке она отказалась, сформировала собственный список, но сохранить место в Сенате не смогла.

## Занимаемые выборные должности
28.03.2004—22.03.2015 — вице-президент Генерального совета департамента Нор от кантона Карньер. 

21.03.2010—30.09.2011 — вице-президент Регионального совета Нор-Па-де-Кале. 

01.10.2011—01.10.2017 — сенатор Франции от департамента Нор.